# (72554) 2001 ET3
(72554) 2001 ET3 – planetoida z pasa głównego asteroid okrążająca Słońce w ciągu 5,34 lat w średniej odległości 3,05 j.a. Odkryta 2 marca 2001 roku.